# Cecil Maurice Bowra
Cecil Maurice Bowra (n. 8 aprilie 1898 - d. 4 iulie 1971) a fost un critic și istoric literar englez, care a adus contribuții importante la studiul literturii clasice grecești.

## Opera
- 1930: Tradiție și intenție în "Iliada" ("Tradition and Design in the "Iliad");
- 1933: Literatură antică greacă ("Ancient Greek Literature");
- 1936: Poezia lirică greacă: de la Alcman la Simonide ("Greek Lyric Poetry: from Alcman to Simonides");
- 1943: Moștenirea simbolismului ("The Heritage of Simbolism");
- 1944: Tragedia lui Sofocle ("Sophoclean Tragedy");
- 1945: De la Virgil la Milton ("From Virgil to Milton");
- 1949: Experimentul creator ("The Creative Experiment");
- 1949: Imaginația romantică ("The Romantic Imagination");
- 1952: Poezia eroică ("Heroic Poetry");
- 1953: Probleme în poezia greacă ("Problems in Greek Poetry");
- 1955: Homer și predecesorii săi ("Homer and his forerunners");
- 1964: Pindar ("Pindar")
- 1966: Poezie și politică ("Poetry and Politics");
- 1966: Memorii ("Memories");
- 1971: Atena lui Pericle ("Periclean Athens");
- 1972: Homer ("Homer").